# Prova masculina d'Espasa individuals als JJOO París 2024
La prova masculina d'Espasa individual als Jocs Olímpics de París 2024 serà la 29a edició de l'esdeveniment masculí en unes Olimpíades. La prova es disputarà el 28 de juliol del 2024 al Grand Palais de la capital francesa.
El francès Romain Cannone és l'actual campió de la disciplina olímpica després de guanyar l'or als Jocs Olímpics de Tòquio 2020, per davant de l'hongarès Gergely Siklósi i de l'ucraïnès Ihor Reizlin, que van guanyar la medalla de plata i de bronze respectivament.
L'equip d'Itàlia és la selecció més guardonada, amb 7 medalles d'or, 3 medalles de plata i 5 medalles de bronze, en les 28 edicions que la prova d'Espasa masculina ha estat present als Jocs Olímpics. El cubà Ramón Fonst és l'espadatxi més guardonat en la història de la competició, amb dues medalles d'or aconseguides en les dues primeres edicions que la prova va ser olímpica, als Jocs de París 1900 i Saint Louis 1904. A més és l'únic tirador de la disciplina d'espasa que ha aconseguit dues medalles d'or en les Olimpíades i fou el primer atleta sud-americà en aconseguir ser campió olímpic de qualsevol disciplina.

## Format
Els 34 participants classificats, entraran en un sorteig amb caps de sèrie i es realitzaran els quadres d'eliminatòries. El jugador que guanyi el combat avançarà de ronda i el que perdi quedarà eliminat. Els dos tiradors que guanyin la semifinal, disputaran la final per aconseguir la medalla d'or i de plata i els perdedors s'enfrontaran per aconseguir la medalla de bronze. El guanyador de tots els combats serà qui arribi primer als 15 tocs.

## Classificació
Hi ha dues maneres de classificar-se per la prova d'Espasa individual masculí. Una classificació a nivell d'equips i l'altre a nivell individual. Els 4 primers equips del rànquing d'equips senior oficial de la Federació Internacional d'Esgrima (FIE) a data 1 d'abril de 2024, es van classificar, independentment de la zona geogràfica. Això vol dir que els 3 membres que componen l'equip es van classificar per la prova individual. A part, el millor equip de cada una de les 4 zones geogràfiques (Àfrica, Amèrica, Àsia-Oceania i Europa) que es trobin entre la 5a i la 16a posició, també classificaran els seus 3 tiradors. En cas que una zona no tingués cap selecció entre els 16 millors, s'assignaria la plaça a l'equip millor situat del rànquing que encara no estigués classificat, de qualsevol zona geogràfica. Els 8 equips classificats, atorgaran 24 places en total a la prova. La resta de places (6), s'aconseguiran mitjançant el rànquing individual sènior de la FIE a data 1 d'abril de 2024. En aquest cas però, no es podran classificar els atletes que estiguin entre els classificats, però que la seva selecció ja s'hagi classificat en el mètode per equips. Es podran classificar 2 tiradors d'Europa, 2 d'Àsia-Oceania, 1 d'Àfrica i 1 d'Amèrica. Les 4 últimes places, es decidiran en els esdeveniments de classificació per zones, on el guanyador de cada torneig es classificarà per la prova olímpica. Cal tenir en compte que cada país podrà tenir un màxim de 3 atletes a la prova. França com a país amfitrió, podrà decidir si classifica 1 o 3 atletes a la prova.
| Esdeveniment                       | Places | País          | Atleta                |
| ---------------------------------- | ------ | ------------- | --------------------- |
| Rànquing equips                    | 24     | França        |                       |
| Rànquing equips                    | 24     | França        |                       |
| Rànquing equips                    | 24     | França        |                       |
| Rànquing equips                    | 24     | Itàlia        |                       |
| Rànquing equips                    | 24     |               |                       |
| Rànquing equips                    | 24     |               |                       |
| Rànquing equips                    | 24     | Japó          |                       |
| Rànquing equips                    | 24     |               |                       |
| Rànquing equips                    | 24     |               |                       |
| Rànquing equips                    | 24     | Hongria       |                       |
| Rànquing equips                    | 24     |               |                       |
| Rànquing equips                    | 24     |               |                       |
| Rànquing equips                    | 24     | Kazakhstan    |                       |
| Rànquing equips                    | 24     |               |                       |
| Rànquing equips                    | 24     |               |                       |
| Rànquing equips                    | 24     | Veneçuela     |                       |
| Rànquing equips                    | 24     |               |                       |
| Rànquing equips                    | 24     |               |                       |
| Rànquing equips                    | 24     | Txèquia       |                       |
| Rànquing equips                    | 24     |               |                       |
| Rànquing equips                    | 24     |               |                       |
| Rànquing equips                    | 24     | Egipte        |                       |
| Rànquing equips                    | 24     |               |                       |
| Rànquing equips                    | 24     |               |                       |
| Rànquing individual Europa         | 2      | Israel        | Yuval Freilich        |
| Rànquing individual Europa         | 2      | Bèlgica       | Neisser Loyola        |
| Rànquing individual Àsia-Oceania   | 2      | Xina          | Wang Zijie            |
| Rànquing individual Àsia-Oceania   | 2      | Corea del Sud | Kim Jae-won           |
| Rànquing individual Àfrica         | 1      | Marroc        | Houssam El Kord       |
| Rànquing individual Amèrica        | 1      | Colòmbia      | Jhon Édison Rodríguez |
| Torneig classificació Amèrica      | 1      | Canadà        | Nicholas Zhang        |
| Torneig classificació Àfrica       | 1      | Sud-àfrica    | Harry Saner           |
| Torneig classificació Europa       | 1      | Països Baixos | Tristan Tulen         |
| Torneig classificació Àsia-Oceania | 1      | Hong Kong     | Ho Wai Hang           |

## Medaller històric
| Posició | País                | Or | Argent | Bronze | Total |
| ------- | ------------------- | -- | ------ | ------ | ----- |
| 1       | Itàlia              | 7  | 3      | 5      | 15    |
| 2       | França              | 6  | 10     | 7      | 23    |
| 3       | Hongria             | 2  | 3      | 3      | 8     |
| 4       | Cuba                | 2  | 1      | 0      | 3     |
| 4       | Alemanya Occidental | 2  | 1      | 0      | 3     |
| 6       | Rússia              | 2  | 0      | 1      | 3     |
| 6       | Bèlgica             | 2  | 0      | 1      | 3     |
| 8       | URSS                | 1  | 1      | 3      | 5     |
| 9       | Suècia              | 1  | 1      | 1      | 3     |
| 9       | Suïssa              | 1  | 1      | 1      | 3     |
| 11      | Corea del Sud       | 1  | 0      | 2      | 3     |
| 12      | Veneçuela           | 1  | 0      | 0      | 1     |
| 13      | Regne Unit          | 0  | 2      | 0      | 2     |
| 14      | Estats Units        | 0  | 1      | 2      | 3     |
| 15      | Noruega             | 0  | 1      | 0      | 1     |
| 15      | Xina                | 0  | 1      | 0      | 1     |
| 15      | Equip Unificat      | 0  | 1      | 0      | 1     |
| 15      | Dinamarca           | 0  | 1      | 0      | 1     |
| 19      | Ucraïna             | 0  | 0      | 1      | 1     |
| 19      | Espanya             | 0  | 0      | 1      | 1     |